# Erik Janža
Erik Janža (Maribor, 21 juni 1993) is een Sloveens professioneel voetballer die speelt als verdediger. Hij verruilde ND Mura 05 in 2013 voor NK Domžale.

## Interlandcarrière
Janža speelde voor verschillende Sloveense jeugdselecties, voordat hij onder leiding van bondscoach Srečko Katanec op 18 november 2014 zijn debuut maakte voor het Sloveens voetbalelftal in de vriendschappelijke wedstrijd tegen Colombia (0-1) in Ljubljana. Hij moest in die wedstrijd na de rust plaatsmaken voor collega-debutant Petar Stojanović (NK Maribor). Ook Damjan Bohar (NK Maribor) maakte in die wedstrijd zijn debuut voor de Sloveense nationale A-ploeg. Janža werd op 7 juni 2024 door bondscoach Matjaž Kek opgenomen in de Sloveense selectie voor het EK 2024 in Duitsland. Slovenië speelde in de groepsfase gelijk tegen Denemarken, Servië en Engeland, waarna het in de achtste finales na strafschoppen werd uitgeschakeld door Portugal. Janža kwam in iedere groepswedstrijd in actie, scoorde de gelijkmaker tegen Denemarken en was geschorst voor de achtste finale.